# Le Mystérieux Mr Quinn
Mr Quinn en voyage
Le Mystérieux Mr Quinn (The Mysterious Mr Quin dans l'édition originale britannique) est un recueil de douze nouvelles policières et fantastiques écrites par Agatha Christie mettant en scène les personnages d'Harley Quinn et M. Satterthwaite.
Ce recueil a été publié initialement en 1930, au Royaume-Uni chez William Collins, Sons et aux États-Unis chez Dodd, Mead and Company.
En France, il est d'abord paru en 1969 scindé en deux volumes distincts : Le Mystérieux Mr Quinn (nouvelles nos 1, 2, 3, 4, 5 et 11) et Mr Quinn en voyage (nouvelles nos 6, 7, 8, 9, 10 et 12). En 1991, dans le cadre de la collection « Les Intégrales du Masque », les deux volumes sont réunis sous le titre du premier volume.

## Composition du recueil
1. L'Arrivée de Mr Quinn (The Coming of Mr Quin)
2. L'Ombre sur la vitre (The Shadow on the Glass)
3. L'Auberge du fou aux clochettes (At the « Bells and Motley »)
4. Un signe dans le ciel (The Sign in the Sky)
5. Un soir à Monte-Carlo (The Soul of the Crouper)
6. Le Bout du monde (The World's End)
7. La Voix dans les ténèbres (The Voice in the Dark)
8. La Beauté d'Hélène (The Face of Helen)
9. L'Arlequin mort (The Dead Harlequin)
10. L'Oiseau à l'aile brisée (The Bird with the Broken Wing)
11. L'Homme de la mer (The Man from the Sea)
12. Le Sentier d'Arlequin (Harlequin's Lane)

## Personnages principaux
- Harley Quinn (« Harley Quin » en anglais)

Homme mystérieux qui apparaît sans crier gare, dans chacune des histoires, pour permettre à Mr Satterthwaite de dénouer les énigmes.
- Mr Satterthwaite

Célibataire endurci de la haute société britannique, snob et amateur de duchesses, mêlé à son corps défendant à diverses intrigues policières.

## Autour du recueil
Le personnage de Harley Quinn réapparaîtra dans deux nouvelles ultérieures d'Agatha Christie :
- Le Service à thé Arlequin (The Harlequin Tea Set) :
  - publié en 1971, aux côtés de nouvelles d'autres auteurs, dans la revue Winter's Crimes no 3,
  - reprise en novembre 1991 dans le recueil britannique composite Problem at Pollensa Bay and Other Stories ;
  - reprise en avril 1997 dans le recueil américain composite The Harlequin Tea Set ;

- La Providence des amants (The Love Detectives) :
  - initialement publié, sous le titre At the Crossroads, en décembre 1926, dans le no 236 du magazine The Story-Teller. Il s'agissait en réalité de la première histoire mettant en scène Mr Quinn, mais les recueils publiés en 1930 ne reprirent pas cette nouvelle ;
  - reprise en 1950 dans le recueil américain composite Three Blind Mice and Other Stories ;
  - reprise en novembre 1991 dans le recueil britannique composite Problem at Pollensa Bay and Other Stories.

Le personnage de Mr Satterthwaite sera quant à lui un des héros, aux côtés du détective belge Hercule Poirot, du roman Drame en trois actes, publié en 1935.